# 韓国体育大学校
韓国体育大学校（かんこくたいいくだいがっこう、朝鮮語: 한국체육대학교、英語: Korea National Sport University）は、大韓民国のソウル特別市松坡区にある国立大学。略称は韓体大、韓国体大、KNSU。

## 歴史
1976年に韓国体育大学として設置され、1977年3月に開校。開校当時は校舎がなく、ソウル大学校工科大学構内に臨時に設置された。
校舎は1978年、蘆原区孔陵洞に完成し、8月に移転した。1980年に大学院が設置される。1985年、新キャンパスが松坡区五輪洞に完成し移転。1987年、大学院博士課程が設置される。1993年に現校名へ改称。

## 組織

### 学部
- 体育学部
  - 体育学科
- 社会体育学部
  - 社会体育学専攻
  - スポーツ青少年指導専攻
- スポーツ健康福祉学部
  - レジャースポーツ専攻
  - 安全管理専攻
  - スポーツ健康管理専攻
  - 老人体育福祉専攻
- 生活舞踊学科
- 特殊体育教育科
- テコンドー学科

### 大学院
- 一般大学院
  - 体育学科
- 社会体育大学院
  - 生活体育専攻
  - 健康管理専攻
  - 安全管理専攻
  - スポーツ言論情報専攻
  - スポーツ産業・経営専攻
  - テコンドー専攻
  - 最高経営者課程
- 教育大学院
  - 学校体育教育専攻
  - 特殊体育教育専攻

## 学術交流協定

### 国内
- 朝鮮大学校
- 東西大学校
- ソウル教育大学校
- ソウル科学技術大学校
- 中部大学校

### 海外
日本
- 鹿屋体育大学
- 立命館大学
- 仙台大学

中華人民共和国
- 北京体育大学
- 上海体育学院
- 延辺大学

台湾
- 国立台湾体育大学

アメリカ合衆国
- ネバダ大学ラスベガス校

カナダ
- レジャイナ大学

イギリス
- マンチェスター・メトロポリタン大学

ロシア
- ロシア国立体育・スポーツ・青年・観光大学

オランダ
- HAN応用科学大学（英語版）

ウクライナ
- ウクライナ国立体育大学（ウクライナ語版）

チェコ
- プラハ・カレル大学

ベトナム
- ホーチミン市体育大学（英語版）

カザフスタン
- カザフスポーツ観光大学（カザフ語版）